# Посич (Закарпатская область)
Посич (укр. Посіч) — село в Горинчовской сельской общине Хустского района Закарпатской области Украины.
Население по переписи 2001 года составляло 249 человек. Почтовый индекс — 90430. Телефонный код — 3142. Код КОАТУУ — 2125382204.